# Teenage Mutant Ninja Turtles: Tournament Fighters
Teenage Mutant Ninja Turtles: Tournament Fighters, ou Teenage Mutant Hero Turtles: Tournament Fighters na Europa, é um jogo eletrônico de luta da franquia Teenage Mutant Ninja Turtles (Tartarugas Ninja, em português) produzido pela Konami para os consoles NES, Mega Drive, e Super NES e lançado durante um período entre 1993 e 1994. A Konami produziu um jogo de luta diferente, baseado na franquia para cada plataforma, apresentando um elenco diferente de personagens.

## Versão do NES
A versão NES do Tournament Fighters foi o jogo final lançado pela Konami para a plataforma na América do Norte e na região PAL em 1994 . Ao contrário das outras versões do Tournament Fighters , ele não foi lançado no Japão. Tournament Fighters foi um dos poucos jogos de luta lançados para o NES durante o boom dos jogos de luta.
O modo História, para um jogador, faz com que o jogador assuma o controle de uma das quatro Tartarugas (Leonardo, Raphael, Michelangelo e Donatello), enquanto eles disputam entre si para ver quem está apto a enfrentar o desafio do Destruidor. Depois de derrotar os três primeiros oponentes, o jogador luta contra Casey Jones e Hothead (um personagem baseado no Dragon Warrior da revista em quadrinhos Teenage Mutant Ninja Turtles Adventures e o action figure de mesmo nome) antes da luta final com o Destruidor. Além do modo História, o jogo também possui dois modos Versus (um contra a CPU e outro contra um segundo jogador), bem como um modo de torneio para quatro jogadores. Um modo de opção em que o jogador pode ajustar a dificuldade do jogo, continuar e a velocidade também está disponível.
A jogabilidade segue muitas das convenções padrão de jogos de luta. As batalhas consistem em partidas de três rounds e o primeiro jogador a vencer dois rounds é o vencedor. Cada personagem tem seu próprio repertório de técnicas básicas de soco e chute, bem como movimentos especiais baseados em comandos. Durante a batalha, um monitor voador com o rosto de Splinter às vezes aparece e solta uma bola vermelha no meio do palco que pode ser recuperada por qualquer um dos lutadores. Quem recuperar a energização da bola poderá usá-la inserindo o comando apropriado.
A versão NES permite que o jogador combine qualquer personagem contra um clone de si mesmo, com exceção de Hothead. O jogo não permite essa partida em circunstâncias normais, mas existe uma maneira de contornar essa restrição no modo "Vs. CPU" do jogo. O segundo Hothead será colorido de maneira diferente, como acontece com todos os mesmos personagens no jogo, mas o jogo também piscará devido ao grande tamanho dos dois personagens.

## Versão do Super NES
Um torneio foi organizado e muitos lutadores entraram, sendo o Destruidor um deles. As Tartarugas decidem participar para impedir seu inimigo e também provar sua força no torneio.
Os controles deste jogo usam um esquema de quatro botões (dois socos e dois chutes, fraco e forte). Uma característica específica é a possibilidade de usar um ataque super especial. Para conseguir isso, o jogador deve preencher uma barra verde embaixo da barra de vida, atingindo seus oponentes. Uma vez cheio, o jogador deve pressionar os dois botões de ataque fortes simultaneamente. Há também a opção de aumentar a velocidade do jogo, tornando as lutas mais intensas, mas também mais difíceis de seguir.
Além dos modos principal e versus, há um modo de história em que as Tartarugas precisam resgatar April O'Neil e Splinter das garras de Karai. As tartarugas devem viajar pelos Estados Unidos em seu Turtle Blimp, derrotando outros lutadores e coletando informações. Apenas os quatro podem ser jogáveis, enquanto os outros personagens (assim como um clone de tartaruga) são os oponentes. Não há medidor de mutagênico no modo história. Há também um modo de relógio, que apresenta caracteres controlados por computador.
Existem dez caracteres disponíveis e dois chefes. Além das Tartarugas e Destruidor (que usa o nome de Cyber Shredder neste jogo), esses personagens também estão disponíveis:
- War- Uma monstruosa criatura roxa com grandes garras, um dos Quatro Cavaleiros do Apocalipse da revista em  quadrinhos Teenage Mutant Ninja Turtles Adventures, publicados pela Archie Comics. Diz-se que a versão do jogo é um alienígena no modo de torneio do jogo, bem como um mutante das tartarugas no modo de história do jogo.
- Aska - Uma garota ninja que procura abrir seu próprio dojo. Aska é uma personagem original (criada por Takemasa Miyoshi) que faz sua primeira e única aparição na franquia. Ela é inspirada wm Mitsu no filme Teenage Mutant Ninja Turtles III e foi originalmente concebida para ser Mitsu, mas sua personagem foi renomeada após a má recepção do filme.[1]
- Wingnut - Um morcego alienígena humanoide que apareceu em várias edições da série da Archie Comics, bem como em um episódio da série animada.
- Chrome Dome - Um andróide da série animada, ele foi criado inicialmente pelo Shredder para destruir as Tartarugas.
- Armaggon - Um tubarão mutante do futuro. Também da série Archie Comics.

Os chefes são:
- Rat King - Um homem perturbado que rejeita sua humanidade e se considera um rato, mesmo que não tenha sofrido uma mutação.
- Karai - A líder do Cão do Pé no Japão. Ela só havia aparecido nos quadrinhos originais da Mirage Studios no momento do lançamento do jogo.

### Diferenças regionais
A versão Super NES de Tournament Fighters foi lançada mais tarde no Japão sob o título diferente de Teenage Mutant Ninja Turtles: Mutant Warriors. 
- No modo História, o Turtle Blimp realmente exibe o logotipo e o fundo é o dia.
- A voz do locutor, assim como as quatro tartarugas, são diferentes. As vozes das Tartarugas na versão japonesa soam menos ásperas, com nomes de ataques parecendo mais claros. Alguns clipes de voz foram tirados da versão arcade de Teenage Mutant Ninja Turtles: Turtles in Time .
- A música no começo toca no comprimento apropriado.
- O jogador pode selecionar a segunda paleta de um personagem pressionando o botão Iniciar na tela de seleção de personagem.
- Alguns dos retratos de personagens são desenhados de maneira diferente no lançamento japonês (como Donatello, Karai e Wingnut).
- Alguns dos ataques especiais do personagem foram aprimorados, como o uppercut de Aska.
- No estágio de Rat King (Studio 6), os lutadores podem quebrar as paredes e expandir a arena.
- Os sprites de Aska passaram por várias modificações. Na versão japonesa, seu collant está na forma de uma tanga, expondo suas nádegas quando ela faz um giro ou um chute alto. Nas versões estrangeiras, eles eram originalmente bloomers. Além disso, sua animação e pose de vitória são diferentes. Na versão estrangeira, Aska fica de braços cruzados enquanto as borboletas a cercam (uma animação reciclada de um de seus movimentos especiais). Na versão japonesa, ela levanta o braço em vitória enquanto seus seios saltam.

## Versão do Mega Drive
A versão do Mega Drive do Tournament Fighters foi lançada na América do Norte, na região PAL e no Japão na mesma época que o seu homólogo do SNES.
A versão Genesis usa o controle padrão de três botões, com apenas dois botões para atacar (soco e chute). Para executar socos ou chutes mais fortes, o jogador deve segurar o teclado direcional em direção ao oponente enquanto pressiona os botões de ataque. O terceiro botão é usado para provocar. Alguns dos estágios do jogo apresentam cenários destrutíveis que dão ao jogador e seu oponente acesso a novas áreas no palco. Além de seus movimentos especiais, cada personagem tem um ataque matador, que só é acessível quando está perto da morte e a parte vermelha do indicador de vida dos personagens no topo começa a piscar. Isso é feito pressionando o botão Taunt em conjunto com um movimento D-Pad específico. Esses movimentos quase eliminam completamente o indicador de vida do outro personagem.
O jogo possui oito personagens jogáveis, incluindo as quatro yartarugas e Casey Jones, além de April O'Neil (cujo papel ativo difere das versões do personagem em outros jogos), Ray Fillet (um personagem da revista em quadrinhos Teenage Mutant Ninja Turtles Adventures) e Sísifo (um personagem original, chamado Musha Beetle na versão japonesa). O jogador pode ajustar seu poder e velocidade depois de selecionar seu personagem. A música desta versão foi composta pelo renomado compositor de videogame Miki Higashino, em colaboração com Masanori Adachi.
O principal modo single-player apresenta as tartarugas e seus aliados viajando para vários planetas na Dimensão X , lutando contra clones de si mesmos, enquanto procuram resgatar Splinter de Krang . Depois de derrotar os oito clones, o jogador viaja para as três etapas finais para lutar contra um Triceraton, o androide de Krang e Karai (nessa ordem). O jogo tem um modo para dois jogadores, bem como um modo de prática no qual o jogador enfrenta o computador em uma partida de uma rodada e um modo "Torneio", onde o jogador deve derrotar 88 oponentes com um medidor de vida.

### Chefes como personagens selecionáveis
Em 2010, um YouTuber chamado Junanagou descobriu uma maneira de alterar os dados do jogo para permitir que os três chefes fossem jogáveis. Acessível apenas através de um programa codificado pelo próprio Junanagou, Triceraton, androide de Krang e Karai, são personagens totalmente funcionais com uma segunda paleta de cores, um conjunto de movimentos completo e uma estabilidade completa durante o jogo para cada um deles. Triceraton ainda tem um ataque de desespero. Isso, junto com as capturas de tela mostrando os jogadores 1 e 2 jogando como chefes na contracapa do jogo  e no manual, mostra que os três chefes foram inicialmente destinados a serem personagens selecionáveis, mas essa opção foi removida posteriormente durante o desenvolvimento.